# Waldegrave Islands
Waldegrave Islands (engelska: Walde Grave Islands) är öar i Australien. De ligger i delstaten South Australia, omkring 380 kilometer nordväst om delstatshuvudstaden Adelaide.
Trakten runt Waldegrave Islands är nära nog obefolkad, med mindre än två invånare per kvadratkilometer. Genomsnittlig årsnederbörd är 478 millimeter. Den regnigaste månaden är juni, med i genomsnitt 102 mm nederbörd, och den torraste är oktober, med 11 mm nederbörd.